# Bahnstrecke Tambo del Sol–Pucallpa
| Streckenlänge: | 90 km                     |                     |                     |
| Spurweite: | 914 mm umgespurt: 1435 mm |                     |                     |
| Maximale Neigung: | 35 ‰                      |                     |                     |
| Zweigleisigkeit: | nein                      |                     |                     |
| |                           |                     |                     |
| \| \| \| von La Oroya \| \| \| \| 0 \| Tambo del Sol \| 4251 m \| \| \| \| nach Cerro de Pasco \| \| \| \| 13 \| Lulacocha \| Lulacocha \| \| \| 17 \| Lago Huayhuay \| Lago Huayhuay \| \| \| \| mehrere Spitzkehren \| \| \| \| \| \| \| \| \| \| Chipa \| \| \| \| \| Huachón \| \| \| \| 87 \| Chirihuain \| 3281 m \| \| \| 90 \| Punta de Rieles \| Punta de Rieles \| \| \| \| \| \| \| Quellen: [1] \| \| \| \| |                           |                     |                     |
| Strecke |                           | von La Oroya        | von La Oroya        |
| Bahnhof | 0                         | Tambo del Sol       | 4251 m              |
| Abzweig ehemals geradeaus und nach links |                           | nach Cerro de Pasco | nach Cerro de Pasco |
| Bahnhof (Strecke außer Betrieb) | 13                        | Lulacocha           | Lulacocha           |
| Bahnhof (Strecke außer Betrieb) | 17                        | Lago Huayhuay       | Lago Huayhuay       |
| |                           | mehrere Spitzkehren |                     |
| |                           |                     |                     |
| Bahnhof (Strecke außer Betrieb) |                           | Chipa               | Chipa               |
| Bahnhof (Strecke außer Betrieb) |                           | Huachón             | Huachón             |
| Bahnhof (Strecke außer Betrieb) | 87                        | Chirihuain          | 3281 m              |
| Kopfbahnhof Streckenende (Strecke außer Betrieb) | 90                        | Punta de Rieles     | Punta de Rieles     |
| |                           |                     |                     |
| Quellen: |                           |                     |                     |

Die Bahnstrecke Tambo del Sol–Pucallpa (Ferrocarril de Pachitea) war eine Bahnstrecke in Peru und der letztendlich vergebliche Versuch, auch die östliche Kordillere der Anden mit einer Eisenbahn zu überwinden.

## Geografische Lage
Die Bahn ging vom Bahnhof Tambo del Sol an der normalspurigen Bahnstrecke La Oroya–Cerro de Pasco aus. Diese verlief in der Hochebene zwischen den beiden Kordilleren und schloss an die Bahnstrecke Lima–La Oroya an, die über die westliche Kordillere nach Lima und zum Pazifik führte. Ziel der Bahnstrecke Tambo del Sol–Pucallpa war das Amazonasbecken, dessen wirtschaftliche Erschließung und die Stadt Pucallpa, wo es einen Hafen am dort schiffbaren Río Ucayali gab, etwa 400 km bis 500 km von Tambo del Sol entfernt.:44

## Geschichte
Die Trasse der Bahn war 1916 als Straßenbauprojekt begonnen worden. 1919 fiel die Entscheidung, diese für eine Eisenbahn zu nutzen. Bauherr und Betreiber waren der Staat. Ausgeführt wurde eine Schmalspurbahn mit der Spurweite 914 mm. Das Gelände und der steile Abstieg an der östlichen Kordillere waren schwierig, erforderten Gefälle von 35 ‰ und mehrere Spitzkehren. Ende 1923 waren 60 km Gleis verlegt. Das Projekt gelangte bis zu Streckenkilometer 90, Punta de Rieles. Der Zustand der Anlage war fragil und im östlichen Bereich der Strecke waren nur Triebwagen für den Verkehr zugelassen. Zeitweise wurde schon damals erwogen, die Strecke aufzugeben.:44
Stattdessen fiel die Entscheidung, die Strecke bis Streckenkilometer 78 auf Normalspur umzuspuren und anschließend auf einer neu zu vermessenden Trasse bis Pucallpa voranzutreiben. Baubeginn dafür war der 2. Mai 1950. 48 km wurden bis 1951 fertiggestellt, anschließend blieb das Projekt stecken und wurde 1957 offiziell aufgegeben, da es die wirtschaftlichen Möglichkeiten Perus überfordere. In der Folge wurde auch der Betrieb eingestellt. 1965 war die Anlage abgebaut.:44